# Stare Czarnowo
Stare Czarnowo (in tedesco Neumark) è un comune rurale polacco del distretto di Gryfino, nel voivodato della Pomerania Occidentale.
Ricopre una superficie di 153,17 km² e nel 2005 contava 3 867 abitanti.